# Pas de larmes pour Joy
Pour plus de détails, voir Fiche technique et Distribution.
Pas de larmes pour Joy (Poor Cow) est un film britannique de Kenneth Loach, sorti en 1967.

## Synopsis
Joy est mariée à Tom, un voleur de petite envergure, dont elle a un fils. Lorsque Tom se fait arrêter, elle rencontre son complice, Dave, avec qui elle a une aventure. Ce dernier se retrouve bientôt en prison. Joy, à nouveau, est seule.

## Fiche technique
- Titre : Pas de larmes pour Joy
- Titre original : Poor Cow
- Réalisateur : Ken Loach
- Assistant réalisateur : Andrew Grieve
- Scénario : Ken Loach et Nell Dunn (d'après son roman, « Poor Cow », MacGibbon &Kee, Londres, 1967, 211 p.)
- Script-girl : Penny Eyles
- Musique et chansons : Donovan / arrangements et direction d’orchestre : John Cameron
- Directeur de la photographie : Brian Probyn / Cameraman : Chris Menges
- Décors : Bernard Sarron
- Costumes : Caroline Mott
- Montage : Roy Watts
- Son :  Kevin Sutton, Gerry Humphreys
- Coiffure : Betty Glasow
- Maquillage : Paul Rabiger
- Casting : Miriam Brickman
- Pays d'origine :  Royaume-Uni
- Langue de tournage : anglais
- Producteur : Joseph Janni / Producteur associé : Edward Joseph
- Directeur de production : David Anderson
- Sociétés de production : Fenchurch, The National Film Finance Corp., Vic Films Productions Ltd.
- Distributeur d'origine : Anglo-Amalgamated Film Distributors
- Format : couleur par Eastmancolor — monophonique — 35 mm
- Genre : drame
- Durée : 101 min
- Date de sortie : 
  - Royaume-Uni : 5 décembre 1967

## Distribution
- Carol White : Joy
- Terence Stamp : David "Dave" Fuller
- John Bindon : Tom
- Kate Williams : Beryl
- James Beckett : un copain de Tom
- Ray Barron : un client du pub
- Hilda Barry : une cliente du pub
- Kenneth Campbell : Mr. Jacks
- Ellis Dale : l'avocat
- Gladys Dawson : Bet
- Terry Duggan : le second prisonnier
- Winnie Halman : la femme au parc
- Malcolm McDowell : Billy (scènes coupées)

## Autour du film
- Terence Stamp s’est passionné pour la façon de travailler de Ken Loach. Il déclarait notamment à Télérama[1] : « Il n’y avait pas vraiment de scénario ni de dialogues. On improvisait constamment. Ken tournait avec deux caméras : c’était la première fois de ma vie — et la dernière, pour l’instant — que je travaillais de cette façon. Et c’est absolument formidable ! Ça va à toute vitesse, et vous êtes dans le champ à chaque minute, alors il faut se donner à fond ! Ça m’enchantait et me perturbait tout à la fois. Parce que Ken Loach me donnait une indication et, sans prévenir, il en donnait une autre contradictoire, à la comédienne Carol White ! ». Mais, parallèlement, Terence Stamp ajoute qu'il garde le souvenir d'une rencontre inaboutie : « Ken Loach n'a pas compris que je faisais partie de ce milieu dont il aimait parler dans ses films. Ce qu'il voulait créer à travers ses acteurs, je l'avais en moi. Mes parents étaient très pauvres. Nous vivions dans une maison de l'East End, sans salle de bain ni WC. Et, si j'ai toujours eu la chance d'avoir des chaussures aux pieds, mon père, dans son enfance, ne pouvait pas en dire autant. »
- Des scènes du film seront utilisées pour des séquences flashbacks dans L'Anglais (1999) de Steven Soderbergh.